# Universidade Federal de Mato Grosso
Die Universidade Federal de Mato Grosso (UFMT) (deutsch: Bundesuniversität von Mato Grosso) ist eine brasilianische staatliche Universität in Cuiabá, der Hauptstadt von Mato Grosso. Dort wurde sie am 10. Dezember 1970 gegründet. 
Sie entstand aus zwei früheren Bildungseinrichtungen, der 1934 gegründeten Faculdade de Direito (Rechtsfakultät) und dem 1966 gegründeten Instituto de Ciências e Letras de Cuiabá. Universitätsrektor (Stand 2020) ist der Elektroingenieur Evandro Soares da Silva.

## Standorte
Die Universität hat je einen Campus in Barra do Garças, Cuiabá, Pontal do Araguaia, Rondonópolis, Sinop und Várzea Grande.

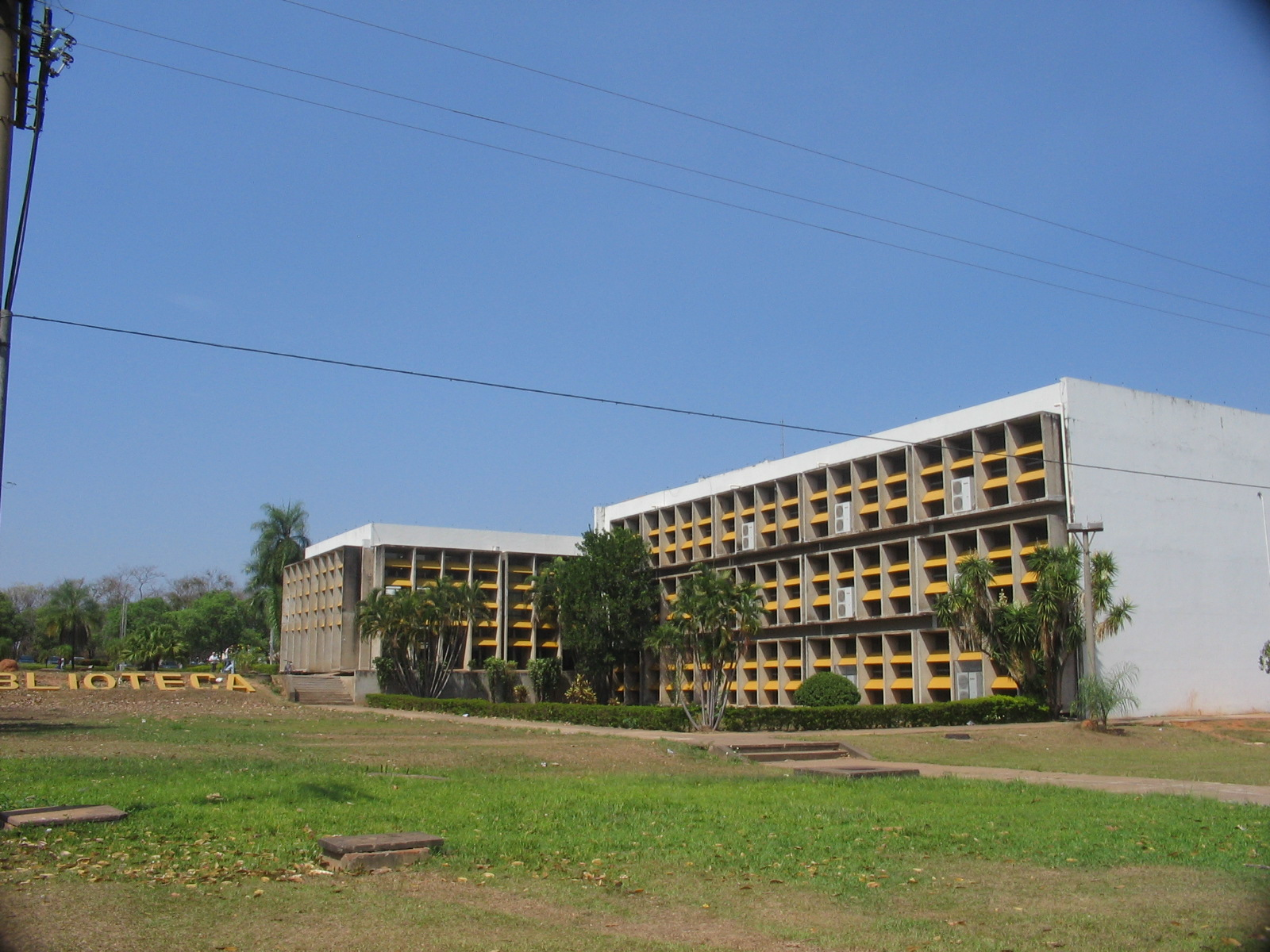
Zentralbibliothek
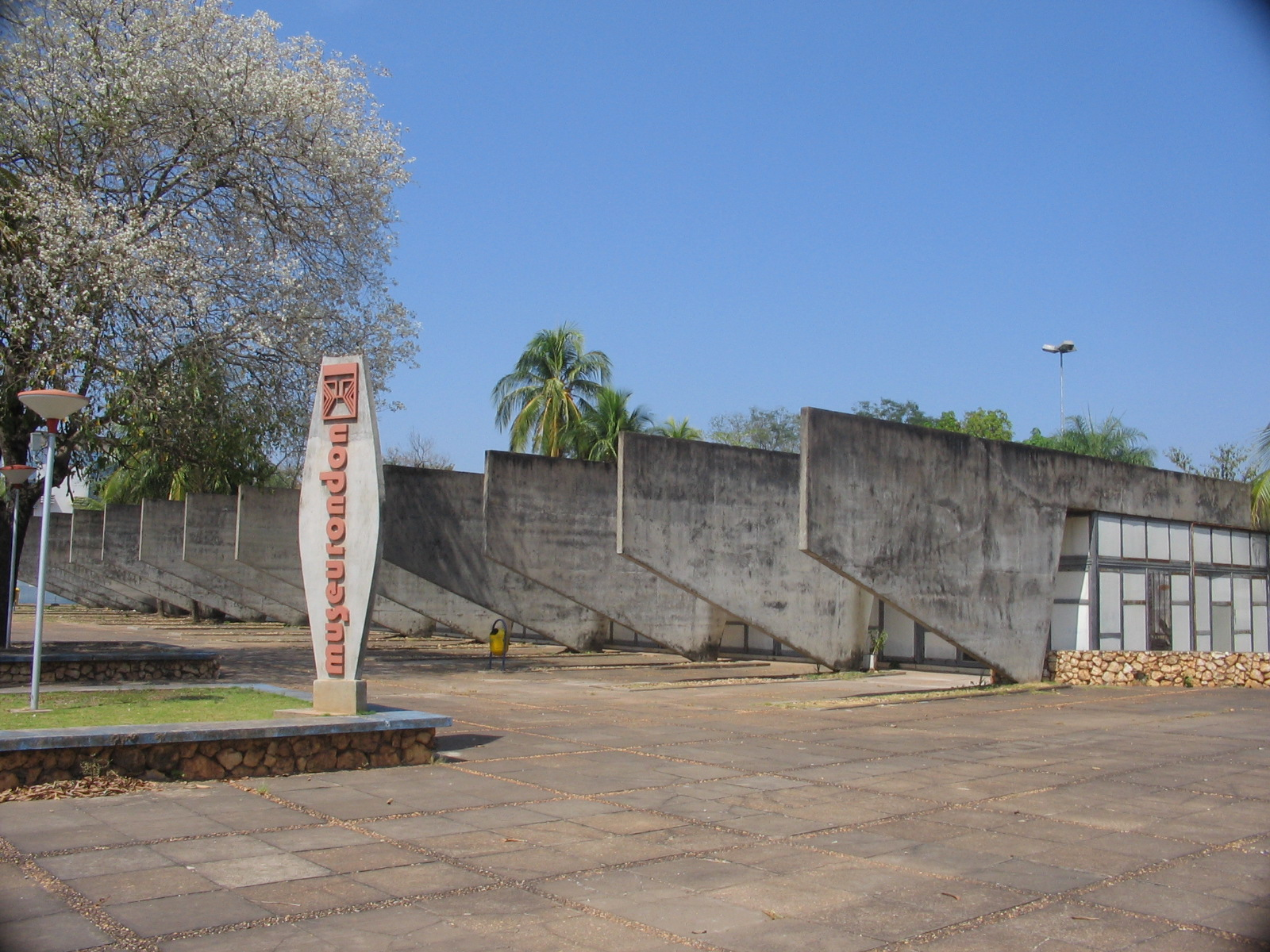
Museu Rondon
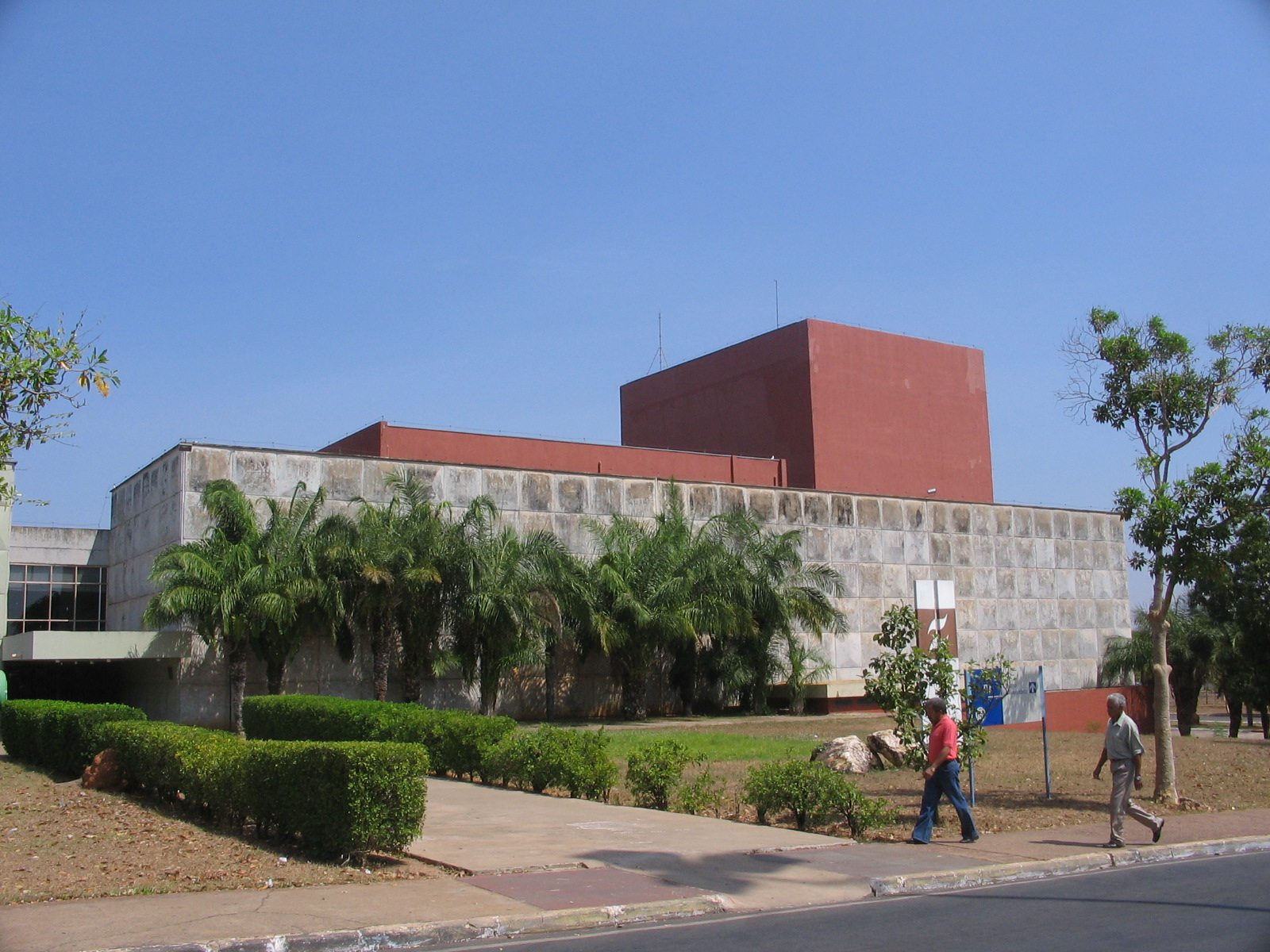
Universitätstheater
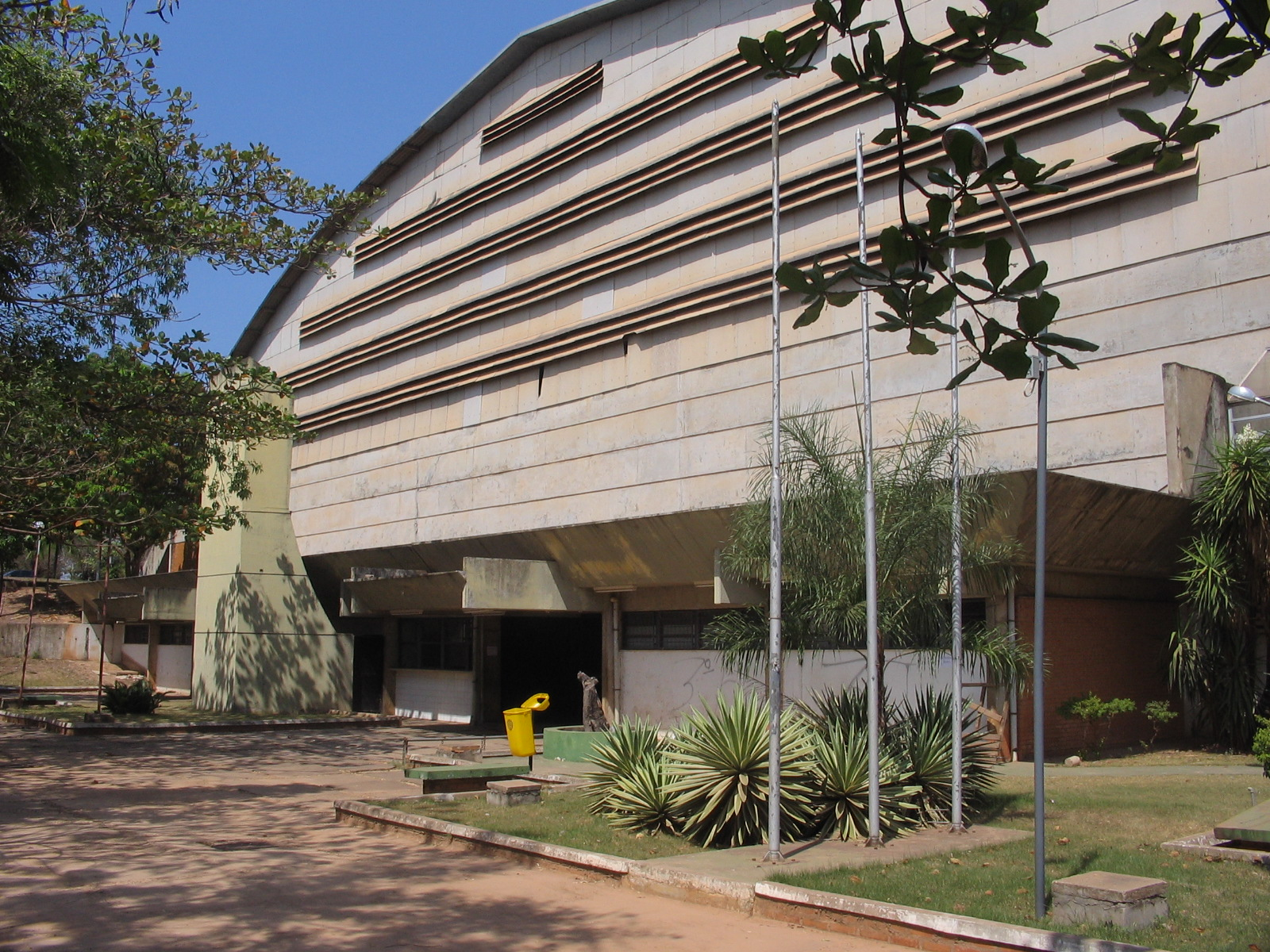
Multisportzentrum

Auf dem Campus von Cuiabá befindet sich das Rondon-Museum, das sich mit dem brasilianischen Nationalhelden und Entdecker Cândido Rondon beschäftigt.

## Trivia
Während der Fußball-Weltmeisterschaft 2014 wurde im Multisportzentrum der Universität ein Trainingslager eingerichtet.